# BAJ Rijwielen
BAJ Rijwielen is de bedrijfsnaam van de rijwielhandel en -fabriek van Bernardus Antonius Jansen (1861-1923). 

## Geschiedenis
In 1881 opende B.A. Jansen zijn "Magazijn van Vélocipèden" aan de Nieuwstraat in 's-Hertogenbosch. Fietsen zoals wij die nu kennen waren nog niet uitgevonden. Hij verkocht dan ook tricycles en hoge bi's. In de jaren tachtig van de negentiende eeuw beleefde het wielrijden zijn eerste grote bloei. De hoge bi was nog een relatieve noviteit (uitgevonden in 1867) en werd door Jansen zelfs geïntroduceerd in 's-Hertogenbosch. Het tricyclisme was bijzonder populair omdat het zo veel eenvoudiger was dan het fietsen. 
Bernard Jansen was een groot voorstander van sport, en was naast rijwielhandelaar ook de oprichter van de gymnastiekvereniging "Samson" in zijn woonplaats. Ook richtte hij de Bossche Roeivereniging op, waarvan hij zelf penningmeester werd. Hij was bestuurslid van de Bossche IJsclub en nam zelf deel aan een aantal schaatswedstrijden, waaronder ook toertochten. Uiteraard moest hij zich als rijwielhandelaar ook met de wielersport bezighouden. In 1886 richtte hij de Bossche Wielrenners Kring op. Er werd een snelheidswedstrijd georganiseerd, maar ook een wedstrijd in langzaam rijden. Dat was met een hoge bi een hele kunst: wie zijn balans wilde bewaren moest dat met minimale stuurbewegingen doen. Die waren namelijk nauwelijks mogelijk omdat het voorwiel van de hoge bi tussen de benen van de berijder zat. 
In 1883 werd Jansen importeur van de vélocipèdes en tricycles van de Sparkbrook Mfg. Co. Ltd. in Coventry. Hij had de kwaliteit van deze rijwielen snel onderkend, want 1883 was het oprichtingsjaar van Sparkbrook. Nadat John Kemp Starley in 1885 de veiligheidsfiets (min of meer de fiets zoals die nu nog gebouwd wordt) had uitgevonden, ging Sparkbrook die ook leveren. Bernard Jansen leverde ook de fietsen van het merk Yankee Style uit Birmingham. In advertenties werd melding gemaakt van "Fabrieken te Birmingham en 's-Hertogenbosch". Waarschijnlijk produceerde Jansen deze fietsen dus al in licentie in eigen huis. In 's-Hertogenbosch werden ook fietsen onder het eigen merk "Hecla" geassembleerd. De kwaliteit werd benadrukt door de ANWB-garantie waarmee ze verkocht werden. De ANWB hield zich uiteraard nog uitsluitend met wielrijders bezig. Jansen verkocht ook zijn eigen BAJ fittingen en naven, maar ook onderdelen van NSU, dat toen nog "Neckarsulm" heette. De veiligheidsfiets, met zijn lage bouw en kettingaandrijving werd snel populair, wat voor het bedrijf weer extra inkomsten door de inruil van hoge bi's en tricycles opleverde. Jansen had intussen de kracht van adverteren en zelfs sponsoring ontdekt. Zijn advertenties waren in vele binnen- en buitenlandse bladen en zelfs damesbladen te vinden. Rond 1887 contracteerde Jansen de wielrenner J.H. Faber, die met een Sparkbrook het Europees 24-uur record gebroken had, en de schaatser K. Pander. Voor hen bouwde hij een aantal speciale renfietsen en racetandems. Het succes was beperkt, en veroorzaakte ook problemen omdat het construeren van deze fietsen ten koste ging van de normale productie. 
In 1896 verhuisde het bedrijf naar de Zuid-Willemsvaart, waar het uitgroeide tot rijwielfabriek, onderhouds- en reparatiewerkplaats en rijwielschool. Er waren intussen agentschappen van BAJ door het hele land en zelfs in België. Halverwege de jaren negentig trad Jansen op als promotor van diverse wielerwedstrijden en sponsor van een aantal wielrenners, die uiteraard met zijn fietsen reden. W. Meyer kreeg een contract met prijzengeld én een Yankee Style-fiets met de indertijd populaire "Simpson Lever Chain", een bijzondere ketting waarvan de schakels driehoeken vormden die niet over normale tandwielen liepen, maar over gegolfde schijven, waar de bovenste schakelpennen overheen liepen. William Spears Simpson had deze ketting in 1895 uitgevonden en claimde dat ze de kracht van de berijder kon vergroten. 
Na 1900 stopte Jansen met de sponsoring van de wielersport. De motorfiets en de automobiel waren in opkomst en de Britse rijwielen waren weliswaar van goede kwaliteit, maar daardoor juist ook duurder dan de producten die vanuit de Verenigde Staten de markt overspoelden. Ook werd de concurrentie uit het Verenigd Koninkrijk steeds groter, toen wapenfabrikanten overschakelden op de productie van rijwielen. Ook de Nederlandse rijwielindustrie had een aanvang genomen. Al vóór 1910 verschenen een groot aantal Nederlandse merken, zoals de Groninger Rijwielen Fabriek A. Fongers (1884), de NV Rijwielfabriek Tegelen (Cyrus) (1884), Eysink (1886), de Hinde Rijwielen Fabriek Amsterdam (De Hinde) (1888), de Charles Bingham Simplex Automatic Machine Company (Simplex) (1892), de N.V. Rijwielenfabriek Gruno (1897), de Eerste Nederlandsche Rijwiel- en Machinefabriek (Burgers-ENR) (1899), de
Fa. Arentsen en Kölling (Gazelle) (1892), de Rijwiel- en Motorenfabriek A. Gaastra (Batavus) (1904) en de  Rijwielen- en Motorenfabriek N.V "The Magnet" (Magneet) (1909). 
Sparkbrook schakelde vlak vóór de Eerste Wereldoorlog over op de productie van motorfietsen. 
In 1929 droeg Bernard Jansen de zaak over aan zijn zoon Theo, die het omvormde tot de N.V. B.A. Jansen's Handelsmaatschappij. 
Bernard Antonius Jansen overleed in 1932. Zijn zoon Theo zette het bedrijf als rijwiel- motorfiets- en autohandel tot 1967 voort. Zoals zijn vader enthousiast was geweest voor de wielersport, zo was Theo een enthousiast motorrijder. Hij behaalde twee Nederlandse Kampioenschappen (in 1923 en 1924). 
Na de Tweede Wereldoorlog werd BAJ Rijwielen zelfs motorfietsproducent, toen men Victoria zijboordmotoren aan fietsframes ging monteren. Dit was een clip-on motor die vrij eenvoudig te monteren was, en al snel aan populariteit won. Feitelijk legden dergelijke "fietsen met hulpmotor" de basis voor de latere bromfietsen. 